# رولز-رویس گریفون
رولز-رویس گریفون (به انگلیسی: Rolls-Royce Griffon) یک موتور هواگرد ساختِ کارخانهٔ رولز-رویس لیمیتد در کشور بریتانیا است.